# Calyx (geslacht)
Calyx is een geslacht van sponsdieren uit de familie van de gewone sponzen (Demospongiae).

## Soorten
- Calyx arcuarius (Topsent, 1913)
- Calyx clavata Burton, 1928
- Calyx imperialis (Dendy, 1924)
- Calyx infundibulum Pulitzer-Finali, 1993
- Calyx kerguelensis (Hentschel, 1914)
- Calyx nicaeensis (Risso, 1826)
- Calyx nyaliensis Pulitzer-Finali, 1993
- Calyx podatypa (de Laubenfels, 1934)
- Calyx santa (de Laubenfels, 1936)
- Calyx tufa (Ridley & Dendy, 1886)
- Calyx shackletoni Goodwin, Brewin & Brickle, 2012